# David Zucker
David Samuel Zucker (ur. 16 października 1947 w Milwaukee) – amerykański reżyser filmowy.
Ukończył Shorewood High School.
Niektóre filmy w jego reżyserii to: The Kentucky Fried Movie (1977), Naga broń: Z akt Wydziału Specjalnego (1988), Naga broń 2½: Kto obroni prezydenta? (1991), Straszny film 3 (2003) i jego sequele: Straszny film 4 (2006) i Straszny film 5 (2013).
Wraz z bratem Jerrym i Jimem Abrahamsem tworzy zespół reżyserski Zucker-Abrahams-Zucker (ZAZ), znany z tworzenia komedii będących parodiami znanych produkcji hollywoodzkich, o dość absurdalnym typie humoru, jak: Czy leci z nami pilot? (1980), czy Ściśle tajne (1984).
Jest mężem Danielle Zucker, z którą ma dwoje dzieci.